# 婚帟

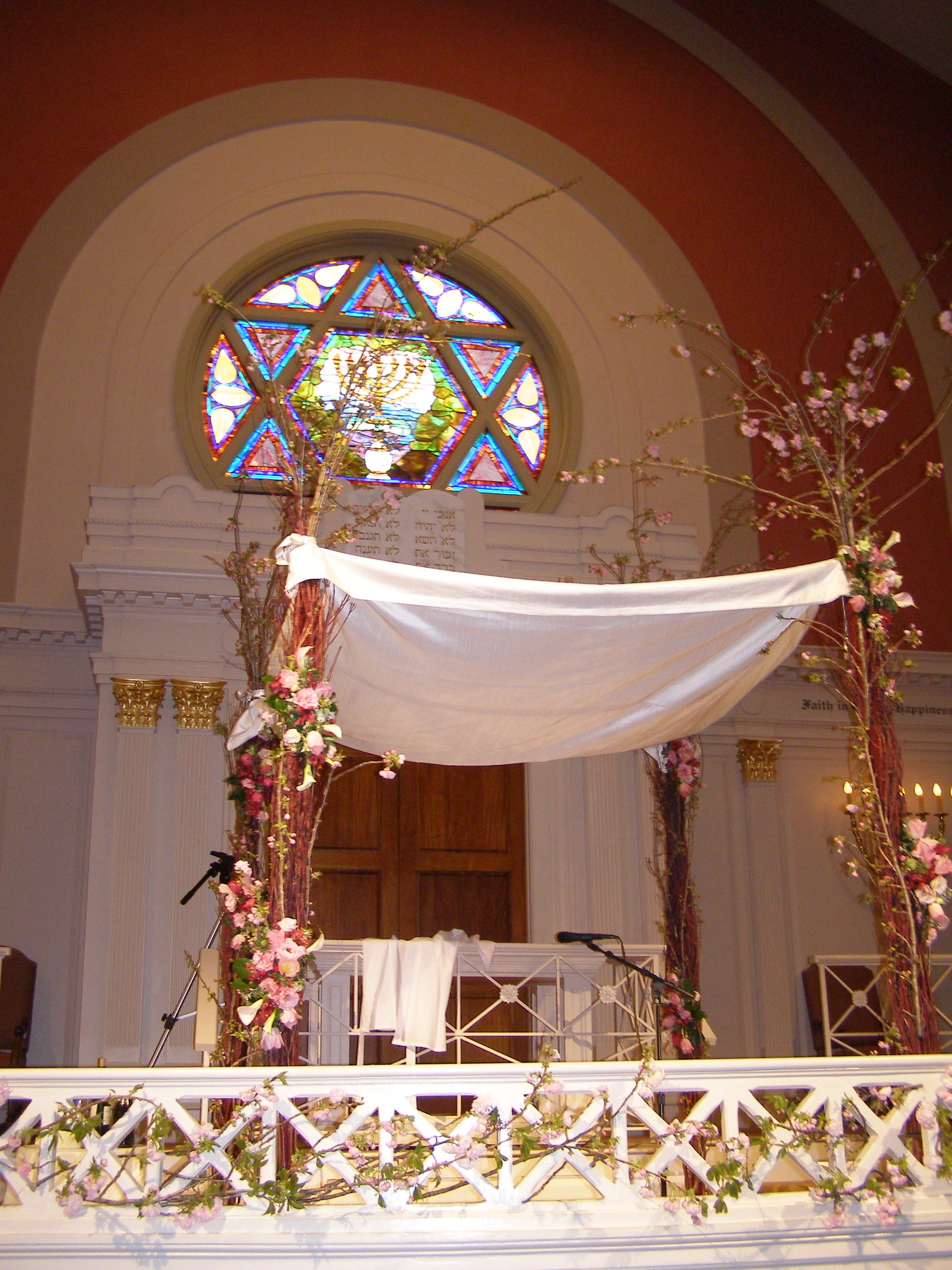
华盛顿特区第六&第一街犹太会堂的婚帟

婚帟（羅馬化：ḥuppā，直译：「棚子，覆盖物」，羅馬化：khupe~khipe）是指一对犹太新婚夫妇在婚礼仪式于其下站立的棚盖。婚帟由一块布或披单，有时可以是禱告巾，撑开或支撑在四根杆子上，或者时而由婚礼仪式的参加者手动举起。婚帟象征着新婚夫妇将要共同建造的家。
从更广义的意义上讲，“婚帟”指的是犹太婚礼中的第二阶段“nessuin”完成的方式。一些观点认为其是由新婚夫妇和主持婚礼的拉比站在棚盖下共同完成的；但也存在其他截然不同的观点。

## 拓展阅读
- 关怀布
- 犹太婚礼
- 婚礼亭

- Bloch, Abraham P. The Biblical and historical background of Jewish customs and ceremonies (KTAV Publishing House, Inc., 1980 ISBN 978-0-87068-658-0)
- Klein, Isaac. A guide to Jewish religious practice (KTAV Publishing House, Inc., 1979 ISBN 978-0-87334-004-5)
- Rayner, Rabbi John, Guide to Jewish Marriage (London: 1975)